# Bärenwandkopf
Der Bärenwandkopf ist ein 1871 m ü. A. hoher Berg im Karwendel in Tirol.
Der Bärenwandkopf bildet das nördliche Ende eines dem Sonnjoch vorgelagerten kurzen Grates, der beim Gramaijoch beginnt. Vom Sonnjoch ist der kurze Grat durch die Faule Eng getrennt. Zum Ahornboden fällt der Bärenwandkopf durch die markante, ca. 600 m hohe Bärenwand ab. Der höchste Punkt ist nur weglos erreichbar.

## Galerie

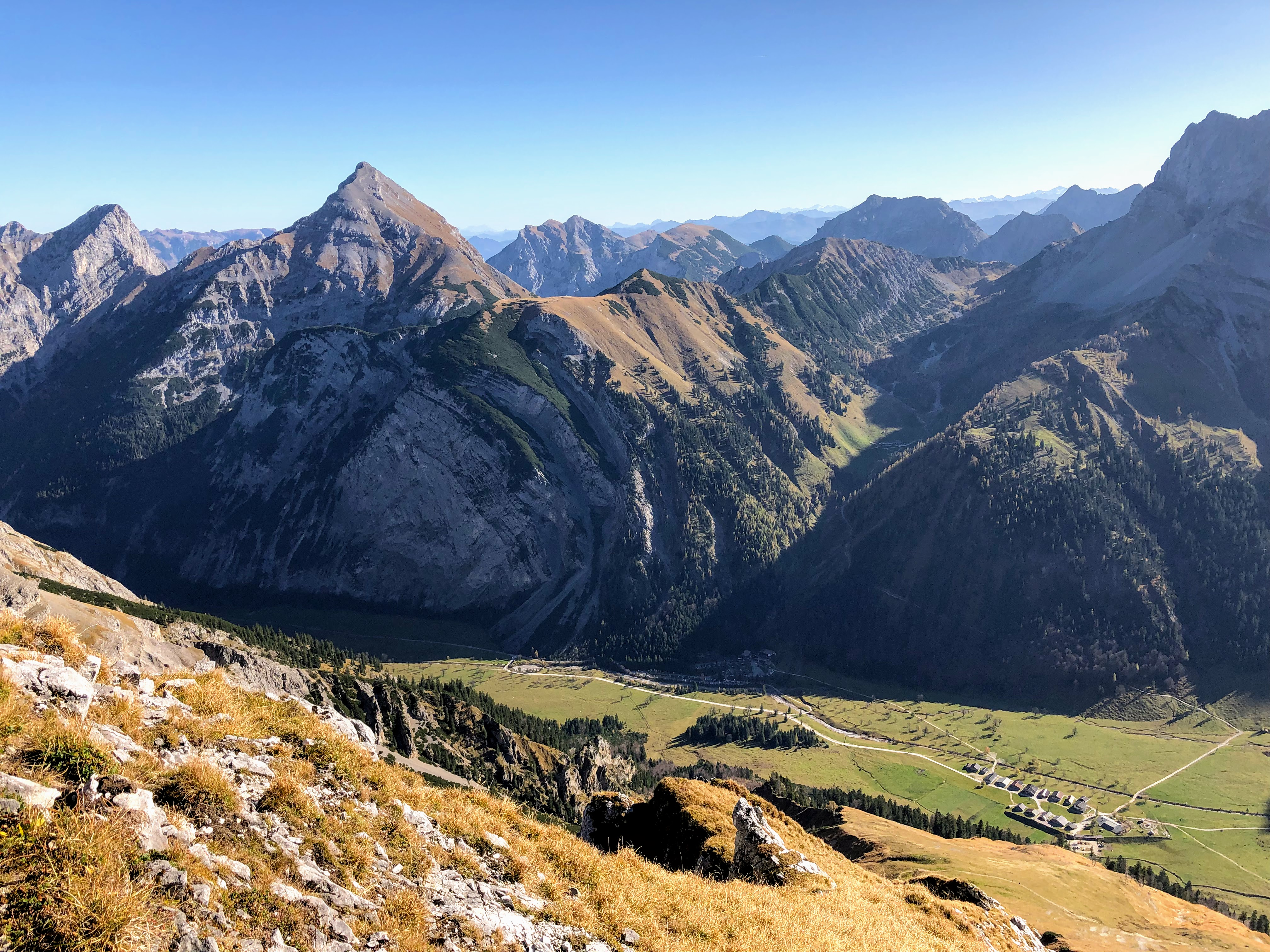
Bärenwand und Bärenwandkopf unterhalb des Sonnjochs